# 10,5 cm Leichtgeschütz 40
A 10,5 cm Leichtgeschütz 40 (rövidítve 10,5 cm L.G. 40 vagy 10,5 cm LG 40, magyarul 10,5 cm-es könnyű löveg 40) egy német gyártmányú hátrasiklás nélküli löveg volt, melyet a második világháború alatt használtak. Gyártását a Krupp cég végezte.

## Történet
Az 1941-es krétai csata folyamán használt 7,5 cm LG 40 löveg sikerességén felbuzdulva a németek folytatták a hátrasiklás nélküli lövegek fejlesztését nagyobb kaliberben is. A Krupp, és konkurense a Rheinmetall is fejlesztett 10,5 cm-es löveget, de az LG 40 hamarabb került a csapatokhoz.

## Leírás
A Krupp LG 40 lövege lényegében a Rheinmetall 7,5 cm-es lövegének felnagyított és valamelyest továbbfejlesztett változata. Megtartották az oldalra nyitható závárzatot és a nagy pneumatikus kerekeket. A löveghez már a továbbfejlesztett gyújtómechanizmust használták. A többi 10,5 cm-es hátrasiklás nélküli löveghez hasonlóan lövedékei csereszabatosak voltak a 10,5 cm leFH 18 lövegével. Az LG 40–1 változatot aluminium/magnézium ötvényből gyártották, de a későbbi LG 40–2 változatnál már hagyományos acélt használtak helyettesítésükre, mivel a könnyű öntvények túl drágák lettek a háború előrehaladtával. Mindkét változatot öt darabra lehetett szerelni az ejtőernyős műveletekhez, vagy összeszerelve, egy speciális ütésálló ládában is ledobhatták a löveget.

## Harctéri alkalmazás
A 7,5 cm LG 40 löveggel ellentétben a 10,5 cm-es lövegeket önálló tüzérségi ütegekbe és zászlóaljakba osztották. Ezek között volt a 423-426., 429., 433. és 443. üteg, melyek többségét később a 423. és 424. Leichtgeschütze-Abteilung-ba (könnyű tüzérségi zászlóalj) osztottak. Ezeket az egységeket bevetették a sarkvidéken a 20. hegyi hadsereg (20. Gebirgs-Armee) kötelékében és Közép-Oroszországban, a Közép Hadseregcsoport (Heeresgruppe Mitte) kötelékében is.

## Fordítás
- Ez a szócikk részben vagy egészben  a(z)   10.5 cm Leichtgeschütz 40 című angol Wikipédia-szócikk ezen változatának fordításán alapul.  Az eredeti cikk szerkesztőit annak laptörténete sorolja fel. Ez a jelzés csupán a megfogalmazás eredetét és a szerzői jogokat jelzi, nem szolgál a cikkben szereplő információk forrásmegjelöléseként.